# Östergötlands runinskrifter 145

Runinskrift Ög 145 är ett runstensfragment som nu är placerat ovanpå kyrkogårdsmuren vid Dagsbergs kyrka i Dagsbergs socken och öster om Norrköping i Östergötland.
Stenens ursprungliga plats är okänd. Den från runor translittererade och översatta texten lyder enligt nedan:

## Inskriften
Runor:
...ᚢᚱ : ᛋᛁᚾ : ᚽᛦ : ᚠᚢᚱᛋ : ... ᚼᛁᛚᚠᚾᛅᛁ : --ᛋᛏ-
Runsvenska:
...ur : sin : eR : furs : ... hilfnai : --st-
Normaliserad:
... [fað]ur/[broð]ur sinn, eR fors ... hælfningi(?) austr.
Nusvenska:
...(fader) sin, som omkom...(i Ingvars) härskara (österut)